# Stephan Messerer
Stephan Messerer (* 19. September 1798 in Bremen; † 19. Januar 1865 ebenda) war ein deutscher Maler.

## Biografie

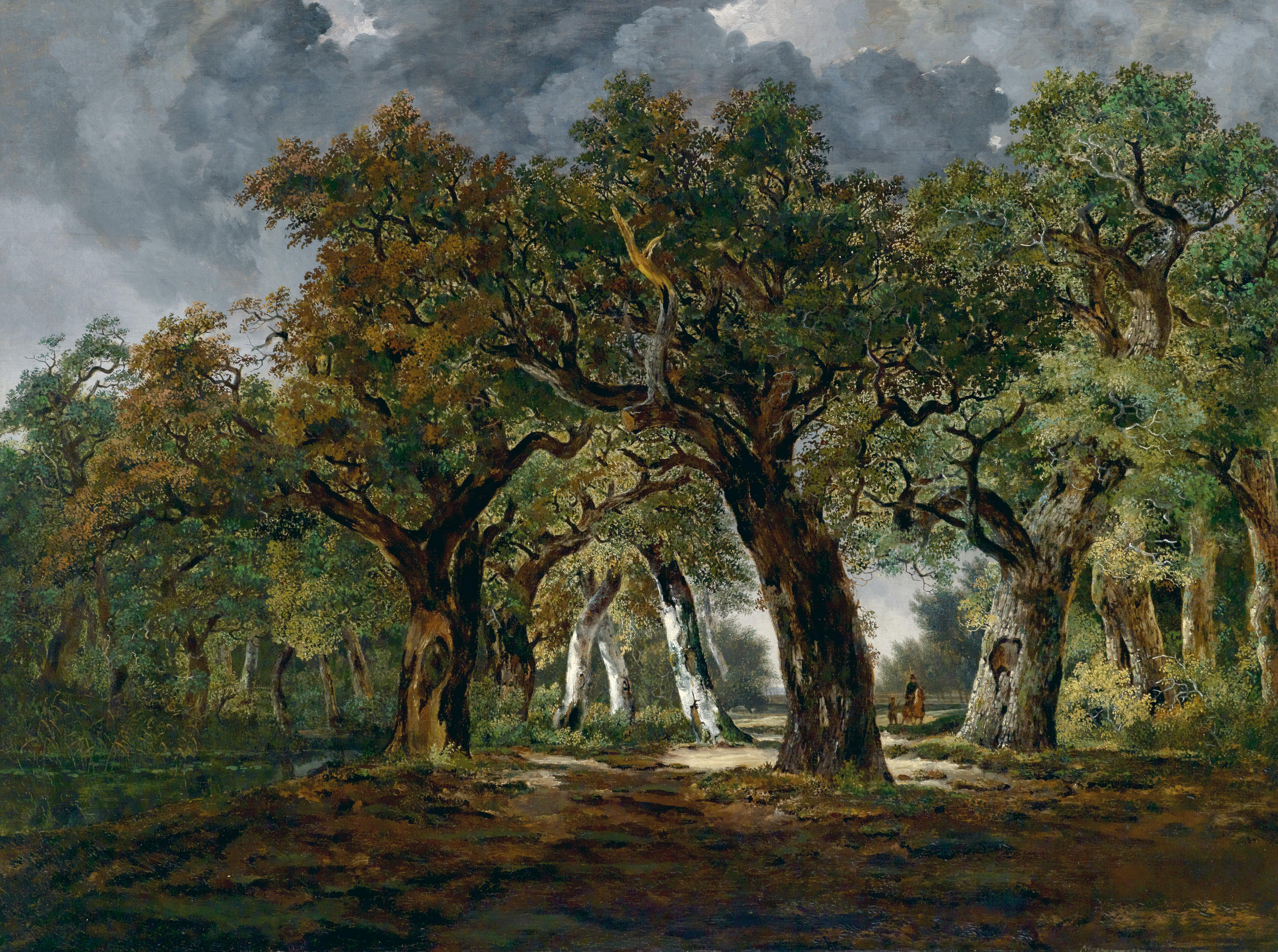
Stephan Messerer: Reiter im Eichenwald, 1839

Messerer war eines der sechs Kinder von Georg Erhard Messerer und seiner Frau Metta Dorothea, geb. Hinrichsen. Der Vater betrieb ein kleines Geschäft in der Sögestraße, zunächst als Leinenhändler, dann als Schneider.
Nach einer kaufmännischen Lehre schulte er mit finanzieller Unterstützung, wahrscheinlich durch Eberhard Focke (1777–1859), von 1820 bis 1826 seine künstlerischen Fähigkeiten an der Kunstakademie Düsseldorf und an der Akademie der Bildenden Künste in München. Dabei befasste er sich vor allem mit der Landschaftsmalerei.
1823 heiratete er in der katholischen Kirche St. Johann in Bremen Maria Anna Diepholter, die er in München kennengelernt hatte.
Nach Abschluss seines Studiums wirkte er von 1827 bis 1837 als Konservator des Bremer Kunstvereins.
Von 1837 bis 1848 lebte er in St. Petersburg, vor allem von Aufträgen der Zarenfamilie. Dort verlor er seine Frau durch Freitod und seine Kinder durch Lungenerkrankung.

Seit 1848 arbeitete er wieder in Bremen, schuf weitere Gemälde und Zeichnungen, pflegte wieder die Sammlungen des Kunstvereins, der seit 1849 mit der Kunsthalle ein repräsentatives Ausstellungsgebäude besaß. Dort veranstaltete er Besichtigungsabende. Er gab auch noch Zeichenunterricht, zu seinen Schülern zählten der Architekt Heinrich Müller (1819–1890) und der Bildhauer Carl Steinhäuser (1813–1879). Darüber hinaus verdiente er Geld als Buchhalter.
1851 heiratete er erneut und zwar Johanne Elisabeth Ihnen aus Jever.

## Werk

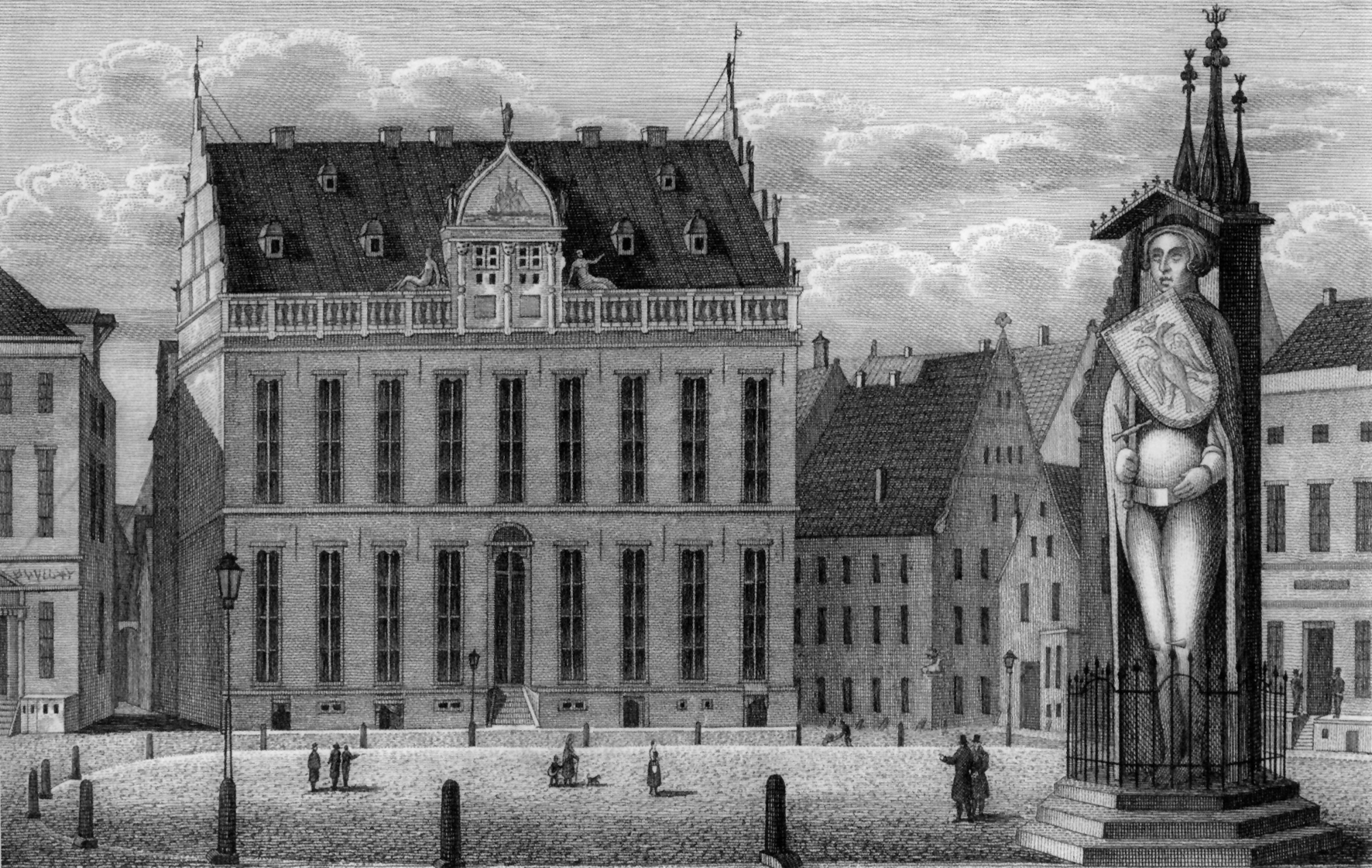
Stephan Messerer: Bremer Schütting, 1833

Messerers romantische Landschaftsgemälde spiegeln vor allem den damaligen Zeitgeschmack wider. Wichtige Dokumente der Stadtgeschichte sind seine Ansichten Bremens, die Vorlagen für Kupfer- und Stahlstiche bildeten, viele gedruckt von Carl Ermer.